# Championnats d'Afrique de cyclisme sur piste 2021
Navigation
2020 2022
Les Championnats d'Afrique de cyclisme sur piste 2021 ont lieu du 10 au 13 mars 2021 au Vélodrome international du Caire en Égypte.
Des championnats pour les juniors (moins de 19 ans) ont également lieu en même temps.

## Épreuves masculines
| Épreuves               | Or                                                                           | Argent                                                            | Bronze                                                                           |
| ---------------------- | ---------------------------------------------------------------------------- | ----------------------------------------------------------------- | -------------------------------------------------------------------------------- |
| Kilomètre              | Jean Spies                                                                   | Mitchell Sparrow                                                  | Yacine Hamza                                                                     |
| Keirin                 | Jean Spies                                                                   | Mitchell Sparrow                                                  | Ahmed Elsenfawi                                                                  |
| Vitesse individuelle   | Jean Spies                                                                   | Mitchell Sparrow                                                  | Mohamed Sadki                                                                    |
| Vitesse par équipes    | Afrique du Sud Jean Spies Mitchell Sparrow Joshua van Wyk                    | Égypte Ahmed Elsenfawi Ahmed Saad Hussein Hassan                  | Algérie Oussama Cheblaoui Nassim Saidi Yacine Hamza                              |
| Poursuite individuelle | Kyle Swanepoel                                                               | Dillon Geary                                                      | Mohcine El Kouraji                                                               |
| Poursuite par équipes  | Afrique du Sud David Maree Stephanus van Heerden Kyle Swanepoel Dillon Geary | Algérie Youcef Reguigui Lotfi Tchambaz Yacine Hamza Yacine Chalel | Maroc Mohcine El Kouraji El Houçaine Sabbahi Achraf Ed-Doghmy Lahcen El Mejdoubi |
| Course aux points      | Dillon Geary                                                                 | Mohcine El Kouraji                                                | Yacine Chalel                                                                    |
| Scratch                | Joshua van Wyk                                                               | Yacine Chalel                                                     | Kyle Swanepoel                                                                   |
| Course à l'américaine  | Afrique du Sud Joshua van Wyk Stephanus van Heerden                          | Algérie Lotfi Tchambaz Yacine Chalel                              | Afrique du Sud Kyle Swanepoel Dillon Geary                                       |
| Course à élimination   | Joshua van Wyk                                                               | David Maree                                                       | Yacine Chalel                                                                    |
| Omnium                 | David Maree                                                                  | Joshua van Wyk                                                    | Kyle Swanepoel                                                                   |

## Épreuves féminines
| Épreuves               | Or                                                                                   | Argent                                                                           | Bronze                                                              |
| ---------------------- | ------------------------------------------------------------------------------------ | -------------------------------------------------------------------------------- | ------------------------------------------------------------------- |
| 500 mètres             | Charlene du Preez                                                                    | Rita Ifeakam Oveh                                                                | Fatima Zahra El Hayani                                              |
| Keirin                 | Charlene du Preez                                                                    | Minata Soro                                                                      | Ese Lovina Ukpeseraye                                               |
| Vitesse individuelle   | Charlene du Preez                                                                    | Ese Lovina Ukpeseraye                                                            | Rita Ifeakam Oveh                                                   |
| Vitesse par équipes    | Nigeria Ese Lovina Ukpeseraye Rita Ifeakam Oveh Tawakalt Oyetayo Yekeen              | Égypte Ebtissam Zayed Salma Mostafa Maryam Yaser                                 | Maroc Fatima Zahra El Hayani Fatima Zahra Benzekri Hakima Barhraoui |
| Poursuite individuelle | Ebtissam Zayed                                                                       | Fatima Zahra El Hayani                                                           | Courtney Smith                                                      |
| Poursuite par équipes  | Nigeria Ese Lovina Ukpeseraye Tawakalt Oyetayo Yekeen Grace Ayuba Mary Sunday Samuel | Maroc Fatima Zahra El Hayani Fatima Zahra Benzekri Nora Sahmoud Hakima Barhraoui | Non attribuée                                                       |
| Course aux points      | Ebtissam Zayed                                                                       | Fatima Zahra El Hayani                                                           | Courtney Smith                                                      |
| Scratch                | Ebtissam Zayed                                                                       | Fatima Zahra El Hayani                                                           | Minata Soro                                                         |
| Course à l'américaine  | Égypte Ebtissam Zayed Maryam Yaser                                                   | Nigeria Ese Lovina Ukpeseraye Tawakalt Oyetayo Yekeen                            | Non attribuée                                                       |
| Course à élimination   | Ebtissam Zayed                                                                       | Fatima Zahra El Hayani                                                           | Courtney Smith                                                      |
| Omnium                 | Ebtissam Zayed                                                                       | Fatima Zahra El Hayani                                                           | Courtney Smith                                                      |

## Tableaux des médailles
| Rang  | Nation         | Or | Argent | Bronze | Total |
| ----- | -------------- | -- | ------ | ------ | ----- |
| 1     | Afrique du Sud | 14 | 6      | 7      | 27    |
| 2     | Égypte         | 6  | 2      | 1      | 9     |
| 3     | Nigeria        | 2  | 3      | 2      | 7     |
| 4     | Maroc          | 0  | 7      | 5      | 12    |
| 5     | Algérie        | 0  | 3      | 4      | 7     |
| 6     | Côte d'Ivoire  | 0  | 1      | 1      | 2     |
| Total | Total          | 22 | 22     | 20     | 64    |